# ナリタセンチュリー
ナリタセンチュリー（Narita Century、1999年3月20日 - ）は日本の競走馬、種牡馬。主な勝ち鞍は2004年の京都大賞典、2005年の京都記念。
1999年のセレクトセールでの落札価格は2050万円（消費税抜）。

## 経歴

### 3歳（2002年）
2002年1月に京都競馬場でデビューし、同年の皐月賞に勝利するノーリーズンの4着に入る。この時の鞍上は武幸四郎騎手であったが、2戦目以降は本馬所属の藤沢則雄厩舎に所属する田島裕和が騎乗するようになり、連続2着を経て、4戦目で初勝利を挙げる。なお、現役生活での8勝は全て田島の騎乗で挙げたものである。
続く若草ステークスは、ダートの未勝利戦を勝った直後で単勝10番人気であったが、後に重賞を3勝するローエングリンから0.5秒差の4着に健闘した。続く500万下条件戦は後に重賞を5勝するマイソールサウンドの3着に敗れ、休養に入る。

### 4歳（2003年）
10ヶ月ぶりの復帰戦を4馬身差で勝利すると、続く昇級戦（1000万下）も勝ち、その後の特別戦（1600万下）でも3着に入ると、重賞初挑戦となる金鯱賞に向かう。単勝11番人気であったが、タップダンスシチーから0.8秒差の7着に入り、GI3勝馬のテイエムオーシャン（9着）に先着した。再び休養に入り、その間に一度勝っている1000万下に降級したが、6ヶ月半ぶりのレースとなった条件戦（1000万下）を2馬身差で勝利した。

### 5歳（2004年）
前走から中2週で再び1000万下の競走に出走しハナ差で勝利したが、既に同じクラスを2勝していたこともあり、騎乗した田島は自身のウェブサイト（現在は閉鎖）で、「どう乗っても勝てる自信はあった」とコメントしている。続く特別戦（1600万下）もトップハンデながら勝利し、3連勝でオープン入りを果たす。2度目の重賞挑戦となった中京記念では、後方からレースを進め、直線では内ラチ沿いを最速の上がりタイム（3ハロン34秒4）で追い込んでくるが、単勝最低人気のメイショウキオウに逃げ切られ2着に敗れる。続く産経大阪杯では最後の直線で外に出すが、伸び切れず8着に敗れた。
GI初出走となった天皇賞（春）では鞍上が主戦騎手の田島から吉田稔に代わるが、逃げ切り勝ちしたイングランディーレを始め、先行した馬が上位を占める中、後方から差して5着に入る。この乗り替わりは、実戦での騎乗が少ない中、普段から調教を付け、「この馬を生きがいにしてきた」というほどであった田島にとってはショックだったようで、自身のサイト（前述）が約2ヶ月間更新されなかった。ちなみに田島は、2004年は3勝しか挙げていないが、その3勝はすべてナリタセンチュリーによるものであった。
しかし、5ヶ月ぶりの京都大賞典で田島とのコンビが復活する。いつものように後方からじっくりとレースを進め、直線でアドマイヤグルーヴを外から交わすと、内を突いてきた、断然の単勝1番人気（1.4倍）のゼンノロブロイをも捕らえる勢いで伸びてきた。ゼンノロブロイと馬体を併せると、ゼンノロブロイも差し返そうとするが、クビ差退けて重賞初制覇を飾る。前走の天皇賞（春）で騎乗出来なかった田島は、「競馬で騎乗出来るか分からず不安に思いながら調教を付けていた」「出馬投票で自分の名前を確認するまでは不安で一杯だった」ことを経ての勝利に、「今回の重賞勝利は今までと違い、悩んでいる時の勝利だったので本当に嬉しかった」とサイトに記している。
続く天皇賞（秋）では内が伸びる馬場状態の中、外を突いて伸びてくるがゼンノロブロイの6着に敗れた。ジャパンカップでは再び乗り替わりとなり、柴田善臣を背に単勝4番人気に支持され、最後の直線では外目を突いて伸びるも5着に終わる。

### 6歳（2005年）
2005年の初戦は日経新春杯であったが、手綱は田島に戻らず、武豊が騎乗することになるが、前年の京都大賞典で負かしたゼンノロブロイがその後、GI（天皇賞（秋）・ジャパンカップ・有馬記念）を3連勝したことで相対的にナリタセンチュリーの評価も高まり、58kgのトップハンデながら、単勝1.6倍の1番人気となった。しかし、直線で前が詰まる不利があり、ブービーの9着に敗れる。レース後、武豊は自身のサイト（Take a chance!）で「本調子でなかった感じ」「不利を食らいそうな場所にいること自体が動きが悪い証拠」などとコメントしたが、田島は「状態は悪くなかった」「あの馬は勝負どころで気を抜くと言うか遊ぶところがある」「手応えがない感じだが直線では長くいい脚を使う」などとした。
続く京都記念で3戦ぶりに田島が騎乗し、雨で重馬場の悪条件の中、終始内を回って直線を向くと、トウショウナイトに1 1/2馬身差を付けて勝利し、重賞2勝目を再び京都で挙げる。田島は、コンビが復活しての勝利とあって、「京都大賞典の喜びとはまた違う嬉しさがある」と語っている。その後、天皇賞（春）に向けて調整されていたが腰の状態が思わしくなく、長期休養を余儀なくされてしまった。

### 7歳（2006年）
休養は1年2ヶ月にも及び、復帰戦となった2006年4月の天皇賞（春）は、田島によれば「体は万全に仕上がっていたがテンションが高かった」といい、これまで5ヶ月以上の休み明け（新馬戦を除く）は3戦3勝であったが、ここでは12着に敗れた。続く宝塚記念は「天皇賞を使ってからはいい状態をキープして、メンタル面で落ち着きが出てきた」といい、レースでは前年の京都記念と同じように雨の中、内を回り直線を向くと伸び脚を見せ、ディープインパクトには4馬身及ばなかったものの単勝10番人気の低評価を覆して2着に入った。
2006年の宝塚記念は阪神競馬場の改修工事の影響で、これまで重賞2勝を含む4勝を挙げている相性のいい京都での開催で、重賞を2勝した時と同じ7番枠に入り、また、「ディープインパクトを負かすにはコンディションの悪い不良馬場と思っていた」ので（実際の馬場状態は稍重）、田島は「運も向き勝てるのでは」と感じたが、「完敗」「レベルが違いすぎた」と自身のサイトに記している。
宝塚記念終了後は秋のGI戦線を目指して調整していたが屈腱炎を発症したため、7歳という年齢面も考慮され、同年8月25日付でJRAの競走馬登録を抹消し引退した。

### 引退後
北海道日高町の日高軽種馬農協門別種馬場で種牡馬となったが種付け数は伸びず、大作ステーブルへ移動。2012年をもって種牡馬を引退した。その後はにいかっぷホロシリ乗馬クラブで乗馬となる。
2020年5月より、ソメスサドル砂川ファクトリーで「ナリー」という愛称で繋養されていたが、翌年にそこを出され、札幌市のほくせい乗馬クラブに移動したという。しかしその後ほくせい乗馬クラブからも出され、現在の所在は不明だが、2021年9月に過去に繋養していたにいかっぷホロシリ乗馬クラブのTwitterがナリタセンチュリーの近況の写真をアップしている。

## 競走成績
以下の内容は、netkeiba.comおよびJBISサーチに基づく。
| 年月日     | 競馬場 | 競走名        | 格   | 距離（馬場）  | 頭 数 | 枠 番 | 馬 番 | オッズ（人気） | 着順 | タイム （上り3F） | 着差 | 騎手     | 斤量 （kg） | 勝ち馬/（2着馬）       |
| ---------- | ------ | ------------- | ---- | ------------- | ----- | ----- | ----- | -------------- | ---- | ----------------- | ---- | -------- | ----------- | ---------------------- |
| 2002.01.05 | 京都   | 3歳新馬       |      | 芝1800m（良） | 16    | 8     | 15    | 21.9（6人）    | 4着  | 1:50.6 (36.5)     | -0.4 | 武幸四郎 | 55          | ノーリーズン           |
| 0000.02.09 | 京都   | 3歳未勝利     |      | 芝2000m（良） | 16    | 8     | 15    | 09.7（4人）    | 2着  | 2:03.0 (35.2)     | -0.0 | 田島裕和 | 55          | トゥルーピース         |
| 0000.03.02 | 阪神   | 3歳未勝利     |      | 芝2000m（良） | 16    | 4     | 8     | 02.5（1人）    | 2着  | 2:03.8 (36.5)     | -0.1 | 田島裕和 | 55          | イエローボイス         |
| 0000.03.24 | 阪神   | 3歳未勝利     |      | ダ1800m（良） | 12    | 5     | 5     | 01.2（1人）    | 1着  | 1:56.0 (40.1)     | -0.5 | 田島裕和 | 55          | （トワイワンズラック） |
| 0000.04.13 | 阪神   | 若草S         | OP   | 芝2200m（良） | 12    | 2     | 2     | 35.5（10人）   | 4着  | 2:13.7 (35.3)     | -0.5 | 田島裕和 | 55          | ローエングリン         |
| 0000.05.11 | 京都   | 3歳500万下    |      | 芝2000m（稍） | 14    | 4     | 6     | 04.3（2人）    | 3着  | 2:01.6 (36.3)     | -0.6 | 田島裕和 | 55          | マイソールサウンド     |
| 2003.03.23 | 中京   | 4歳上500万下  |      | ダ1700m（良） | 16    | 7     | 14    | 02.9（1人）    | 1着  | 1:47.6 (38.0)     | -0.7 | 田島裕和 | 57          | （ツエルククラウン）   |
| 0000.04.20 | 阪神   | 甲武特別      | 1000 | 芝2200m（稍） | 10    | 5     | 5     | 04.4（3人）    | 1着  | 2:14.0 (34.6)     | -0.3 | 田島裕和 | 56          | （ジョーリュウオー）   |
| 0000.05.11 | 京都   | 下鴨S         | 1600 | 芝1800m（重） | 11    | 7     | 9     | 04.0（3人）    | 3着  | 1:49.1 (36.2)     | -0.1 | 田島裕和 | 57          | ウインシュナイト       |
| 0000.05.31 | 中京   | 金鯱賞        | GII  | 芝2000m（稍） | 14    | 8     | 14    | 69.1（11人）   | 7着  | 1:59.7 (35.8)     | -0.8 | 田島裕和 | 57          | タップダンスシチー     |
| 0000.12.14 | 阪神   | 3歳上1000万下 |      | 芝2000m（良） | 12    | 8     | 11    | 02.2（1人）    | 1着  | 2:01.0 (35.2)     | -0.3 | 田島裕和 | 57          | （テイエムテンライ）   |
| 2004.01.05 | 京都   | 初夢賞        | 1000 | 芝2000m（良） | 12    | 6     | 7     | 02.7（2人）    | 1着  | 2:02.4 (34.3)     | -0.0 | 田島裕和 | 57          | （カノヤバトルクロス） |
| 0000.02.01 | 京都   | 松籟S         | 1600 | 芝2400m（良） | 12    | 8     | 12    | 04.0（2人）    | 1着  | 2:27.1 (35.2)     | -0.2 | 田島裕和 | 57          | （トレジャーハンター） |
| 0000.03.07 | 中京   | 中京記念      | GIII | 芝2000m（良） | 16    | 7     | 13    | 06.4（3人）    | 2着  | 1:58.8 (34.4)     | -0.2 | 田島裕和 | 56          | メイショウキオウ       |
| 0000.04.04 | 阪神   | 産経大阪杯    | GII  | 芝2000m（良） | 11    | 6     | 7     | 17.5（6人）    | 8着  | 2:00.2 (35.5)     | -0.6 | 田島裕和 | 57          | ネオユニヴァース       |
| 0000.05.02 | 京都   | 天皇賞（春）  | GI   | 芝3200m（良） | 18    | 1     | 2     | 131.1（13人）  | 5着  | 3:20.1 (34.9)     | -1.7 | 吉田稔   | 58          | イングランディーレ     |
| 0000.10.10 | 京都   | 京都大賞典    | GII  | 芝2400m（良） | 10    | 7     | 7     | 18.3（5人）    | 1着  | 2:25.2 (33.7)     | -0.0 | 田島裕和 | 57          | ゼンノロブロイ         |
| 0000.10.31 | 東京   | 天皇賞（秋）  | GI   | 芝2000m（良） | 17    | 6     | 11    | 13.9（7人）    | 6着  | 1:59.6 (34.5)     | -0.7 | 田島裕和 | 58          | ゼンノロブロイ         |
| 0000.11.28 | 東京   | ジャパンC     | GI   | 芝2400m（良） | 16    | 2     | 4     | 11.1（4人）    | 5着  | 2:24.9 (34.9)     | -0.7 | 柴田善臣 | 57          | ゼンノロブロイ         |
| 2005.01.16 | 京都   | 日経新春杯    | GII  | 芝2400m（良） | 10    | 6     | 6     | 01.6（1人）    | 9着  | 2:29.5 (34.2)     | -0.5 | 武豊     | 58          | サクラセンチュリー     |
| 0000.02.19 | 京都   | 京都記念      | GII  | 芝2200m（重） | 12    | 6     | 7     | 05.7（2人）    | 1着  | 2:15.7 (35.6)     | -0.2 | 田島裕和 | 57          | （トウショウナイト）   |
| 2006.04.30 | 京都   | 天皇賞（春）  | GI   | 芝3200m（良） | 17    | 8     | 16    | 98.4（10人）   | 12着 | 3:16.0 (35.5)     | -2.6 | 田島裕和 | 58          | ディープインパクト     |
| 0000.06.25 | 京都   | 宝塚記念      | GI   | 芝2200m（稍） | 13    | 5     | 7     | 67.0（10人）   | 2着  | 2:13.7 (35.8)     | -0.7 | 田島裕和 | 58          | ディープインパクト     |

## 血統表
| ナリタセンチュリーの血統                       | ナリタセンチュリーの血統                                                        | ナリタセンチュリーの血統                                                        | （血統表の出典）                                                                | （血統表の出典）      |
| 父系                                           | ゼダーン系（グレイソヴリン系）                                                  | ゼダーン系（グレイソヴリン系）                                                  | ゼダーン系（グレイソヴリン系）                                                  | [ § 2 ]               |
| 父 *トニービン Tony Bin 1983 鹿毛 アイルランド | 父の父*カンパラ Kampala 1976 黒鹿毛 イギリス                                    | Kalamoun 1970                                                                   | *ゼダーン                                                                       | *ゼダーン             |
| 父 *トニービン Tony Bin 1983 鹿毛 アイルランド | 父の父*カンパラ Kampala 1976 黒鹿毛 イギリス                                    | Kalamoun 1970                                                                   | Khairunissa                                                                     |                       |
| 父 *トニービン Tony Bin 1983 鹿毛 アイルランド | 父の父*カンパラ Kampala 1976 黒鹿毛 イギリス                                    | State Pension 1967                                                              | *オンリーフォアライフ                                                           | *オンリーフォアライフ |
| 父 *トニービン Tony Bin 1983 鹿毛 アイルランド | 父の父*カンパラ Kampala 1976 黒鹿毛 イギリス                                    | State Pension 1967                                                              | Lorelei                                                                         |                       |
| 父 *トニービン Tony Bin 1983 鹿毛 アイルランド | 父の母Severn Bridge 1965 栗毛 イギリス                                          | Hornbeam 1953                                                                   | Hyperion                                                                        | Hyperion              |
| 父 *トニービン Tony Bin 1983 鹿毛 アイルランド | 父の母Severn Bridge 1965 栗毛 イギリス                                          | Hornbeam 1953                                                                   | Thicket                                                                         |                       |
| 父 *トニービン Tony Bin 1983 鹿毛 アイルランド | 父の母Severn Bridge 1965 栗毛 イギリス                                          | Priddy Fair 1956                                                                | Preciptic                                                                       | Preciptic             |
| 父 *トニービン Tony Bin 1983 鹿毛 アイルランド | 父の母Severn Bridge 1965 栗毛 イギリス                                          | Priddy Fair 1956                                                                | Campanette                                                                      |                       |
| 母 プリンセスリーベ 1992 黒鹿毛 北海道早来町   | 母の父*ノーザンテースト Northern Taste 1971 栗毛 カナダ                         | Northern Dancer 1961                                                            | Nearctic                                                                        | Nearctic              |
| 母 プリンセスリーベ 1992 黒鹿毛 北海道早来町   | 母の父*ノーザンテースト Northern Taste 1971 栗毛 カナダ                         | Northern Dancer 1961                                                            | Natalma                                                                         |                       |
| 母 プリンセスリーベ 1992 黒鹿毛 北海道早来町   | 母の父*ノーザンテースト Northern Taste 1971 栗毛 カナダ                         | Lady Victoria 1962                                                              | Victoria Park                                                                   | Victoria Park         |
| 母 プリンセスリーベ 1992 黒鹿毛 北海道早来町   | 母の父*ノーザンテースト Northern Taste 1971 栗毛 カナダ                         | Lady Victoria 1962                                                              | Lady Angela                                                                     |                       |
| 母 プリンセスリーベ 1992 黒鹿毛 北海道早来町   | 母の母*プリンセスデリーデ Princesse d'Elide 1981 鹿毛 イギリス                  | Vaguely Noble 1965                                                              | *ヴィエナ                                                                       | *ヴィエナ             |
| 母 プリンセスリーベ 1992 黒鹿毛 北海道早来町   | 母の母*プリンセスデリーデ Princesse d'Elide 1981 鹿毛 イギリス                  | Vaguely Noble 1965                                                              | Noble Lassie                                                                    |                       |
| 母 プリンセスリーベ 1992 黒鹿毛 北海道早来町   | 母の母*プリンセスデリーデ Princesse d'Elide 1981 鹿毛 イギリス                  | Flashy 1971                                                                     | Sir Ivor                                                                        | Sir Ivor              |
| 母 プリンセスリーベ 1992 黒鹿毛 北海道早来町   | 母の母*プリンセスデリーデ Princesse d'Elide 1981 鹿毛 イギリス                  | Flashy 1971                                                                     | Sovereign F-No.3-c                                                              |                       |
| 母系(F-No.)                                    | 3号族(FN:3-c)                                                                   | 3号族(FN:3-c)                                                                   | 3号族(FN:3-c)                                                                   | [ § 3 ]               |
| 5代内の近親交配                                | Hyperion4×5＝9.375%、Lady Angela5×4＝9.375%（母父内）、Nearco5×5＝6.25%（母内） | Hyperion4×5＝9.375%、Lady Angela5×4＝9.375%（母父内）、Nearco5×5＝6.25%（母内） | Hyperion4×5＝9.375%、Lady Angela5×4＝9.375%（母父内）、Nearco5×5＝6.25%（母内） | [ § 4 ]               |
| 出典                                           | 1. 2. 3. 4.                                                                     | 1. 2. 3. 4.                                                                     | 1. 2. 3. 4.                                                                     | 1. 2. 3. 4.           |

- 従兄弟にニシノナースコール（エンプレス杯）、ブラックエンブレム（秋華賞、フラワーカップ）。またブラックエンブレムの仔にブライトエンブレム（札幌2歳ステークス）とウィクトーリア（フローラステークス）。